# Can Tarradellas (Amer)
Can Tarradellas és una casa d'Amer (Selva) inclosa a l'Inventari del Patrimoni Arquitectònic de Catalunya.

## Descripció
Immoble de tres plantes cobert amb una teulada plana i a manera de terrassa. Està ubicat al costat dret de la plaça de la Vila, però simultàniament fa cantonada a la dreta amb l'avinguda de Barcelona.
La façana principal és la que dona a la plaça de la Vila i està estructurada internament en una sola crugia. La planta baixa consta d'un gran arc de mig punt, amb la llum (amplada) sensiblement més accentuada que no pas la sageta (alçada), conformant un porxo. A l'interior del porxo trobem una gran obertura quadrangular emmarcada amb pedra.
El primer i segon pis han estat resolts partint del mateix esquema formal, que consisteix en l'aplicació d'una obertura per pis respectivament. Les dues obertures recullen les mateixes característiques, tant compositives com formals: les dues són rectangulars i són projectades com a balconades independents i equipades amb les seves respectives baranes de ferro forjat i sustentades cadascuna per dues poderoses mènsules. Com també comparteixen els trets ornamentals i decoratius, ja que les dues mènsules que sustenten les baranes són de naturalesa antropomòrfica, ornades amb unes petites figures, la resolució plàstica de les quals és bastant matussera i té molt a desitjar. Ara bé, les dues obertures difereixen en dos aspectes: per una banda, en la mida, ja que la del primer és sensiblement més gran que la del segon pis, de mida menor. Mentre que per l'altra, la barana del primer pis abasta tot el pla horitzontal de la façana, mentre que la del segon pis és de dimensions més moderades i reduïdes.
La façana que dona a l'avinguda de Barcelona és la secundària i té cinc crugies. La planta baixa destaca especialment pel gran arc de mig punt, amb la llum (amplada) sensiblement més accentuada que no pas la sageta (alçada), conformant un porxo. També trobem un portal rectangular en la llinda del qual es pot llegir la següent inscripció: "FRANCISCO TERRADELLAS".
El primer i segon pis han estat resolts partint del mateix esquema formal, que consisteix en l'aplicació de quatre obertures per pis respectivament. En total són vuit obertures rectangulars sense cap tipus d'emmarcament de pedra a base de llindes i monolítiques i muntants de pedra, les quals són projectades com a balconades independents i equipades amb les seves respectives baranes de ferro forjat i sustentades per dues sòbries mènsules cadascuna.
El treball de la forja aplicat a les baranes és bastant encertat, format per unes formes esveltes i lleugeres que ornamenten i inunden totes les baranes.
Tanca ambdues façanes, en la part superior, per una banda, un ràfec que recorre tot el perímetre de l'edifici i que està compost per set fileres: una de rajola plana, doble filera de rajola en punta de diamant i quàdruple filera de rajola plana. Mentre que per l'altra, un ampit corregut, ornat amb cossos geomètrics i elements vegetals i florals.
La majoria d'edificis de la plaça de la Vila comparteixen tota una sèrie de paral·lelismes compositius, estructurals i formals molt evidents. I és que en tots sis (vegeu els articles de Ca la Tia Lola, Can Tana, Can Setze, Can Munda, Ca l'Espinet i l'Ajuntament) trobem tota una sèrie de trets comuns i similituds com ara la façana estructurada en crugies combinant les dues –Ca la Tia Lola, Can Tana i Ajuntament– amb les tres –Can Munda– i una –Can Setze, Ca l'Espinet i Can Tarradellas– la coberta prima, per sobre de tot, la projecció a dues aigües de vessants a façana; la majoria d'immobles consten de tres plantes –a excepció de Can Setze, Can Munda i Ca l'Espinet, de quatre–; proliferen per tota la façana un gran nombre de balconades equipades amb les seves respectives baranes de ferro forjat; el portal d'accés ha perdut protagonisme físic en quedar emmascarat per la porxada composta per arcs de mig punt; es tracta de porxades totalment heterogènies i sense seguir un patró uniforme com així ho evidencia la naturalesa irregular dels arcs de mig punt, els quals apareixen en totes les modalitats possibles: així tenim arcs de mig punt normals, arcs de mig punt rebaixats amb la llum (amplada) més accentuada que no pas la sageta (alçada) –Ca la Tia Lola– arcs de mig punt en què prima la sageta per sobre la llum –Can Tana– i arcs en què es produeix una relació equitativa entre la llum i la sageta –Ajuntament–; la pedra sol fer poc acte de presència en les façanes fins al punt que la trobem concentrada específicament en parts molt puntuals i específiques com ara les llindes, muntants i ampits de les diverses obertures; el tipus de pedra per excel·lència i que té més difusió és la pedra sorrenca, mentre que la pedra nummulítica o pedra calcària de Girona té poc protagonisme.

## Història
L'immoble actual ofereix un magnífic estat de conservació gràcies a les obres periòdiques de manteniment i condicionament que se solen dur a terme en tots els edificis per tal d'assegurar la seva preservació. Unes obres que es van materialitzar a principi del segle, aproximadament, i que van tenir com a element protagonista les dues façanes les quals han estat arremolinades totalment de nou.
L'edifici no ha experimentat cap canvi dràstic a nivell estructural i formal, però si a nivell decoratiu i presencial, ja que ha perdut els esgrafiats que inundaven les dues façanes en el context de les obres de manteniment i condicionament de l'immoble, que va culminar amb el sanejament de les dues façanes.
La plaça de la vila d'Amer, on es troba l'immoble, és considerada com la segona plaça porxada més gran de Catalunya. És per aquest motiu que popularment es coneix amb el nom de Plaça Porxada.
Una de les particularitats de la plaça, és que tots els porxos són diferents, i els edificis que en formen part són d'èpoques i estils molt variats.
El paviment de la plaça està fet amb llambordes de diferents poblacions de Catalunya.